# Linn Selle

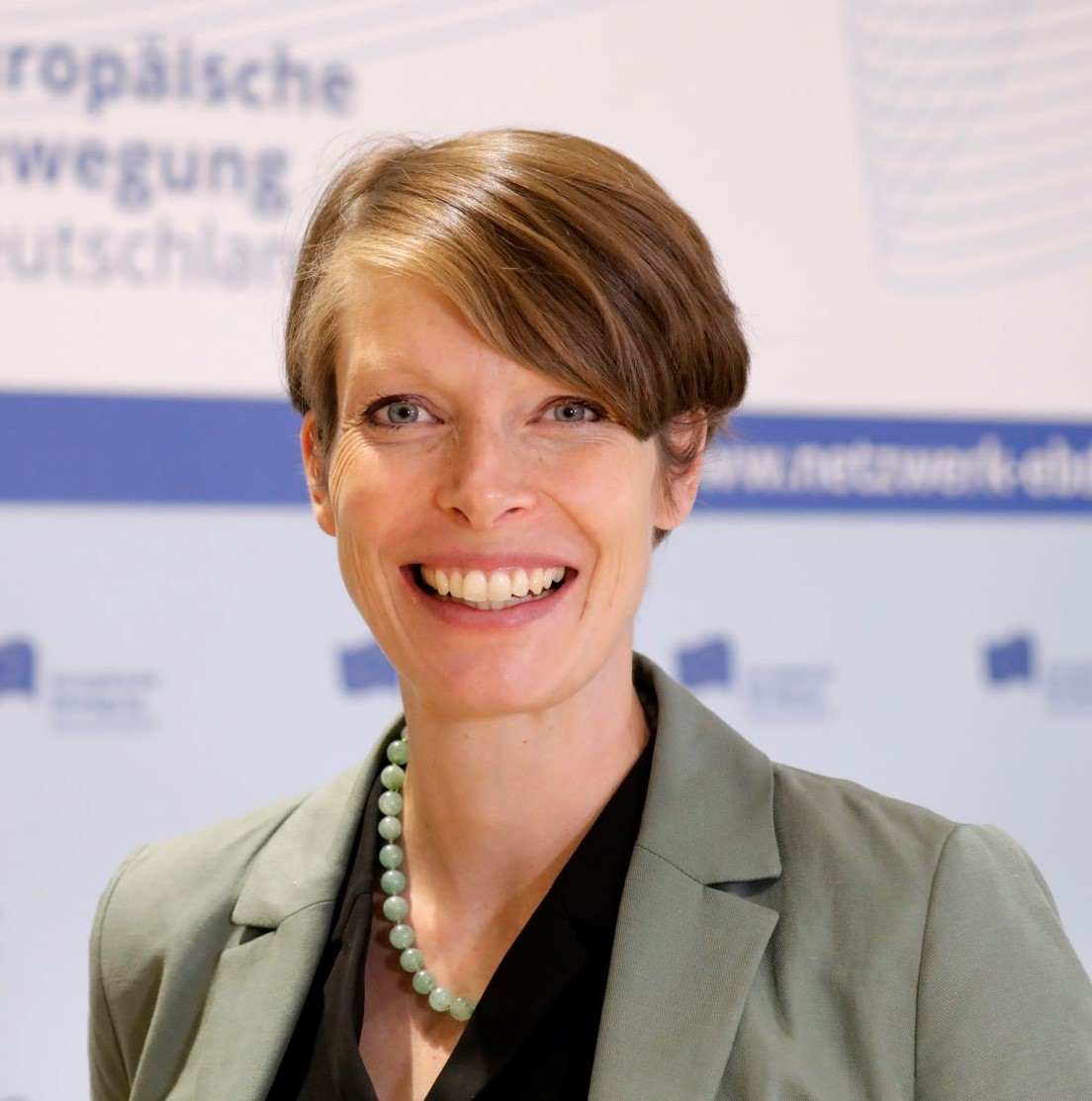
Linn Selle, 2021

Linn Selle (* 5. September 1986 in Havixbeck) ist eine deutsche Politologin und von 2018 bis 2024 Präsidentin der Europäischen Bewegung Deutschland.

## Werdegang
Nach dem Abitur 2005 an der Anne-Frank-Gesamtschule Havixbeck absolvierte Selle einen Bachelor-Studiengang in Politikwissenschaft an der Rheinische Friedrich-Wilhelms-Universität Bonn und dem Institut d’Études Politiques de Paris sowie einen Master-Studiengang in Europastudien an der Europa-Universität Viadrina. 2017 promovierte sie dort bei Timm Beichelt zum Doktor der Philosophie über die Rolle von Europäischem Parlament und Deutschem Bundestag bei den Verhandlungen zum mehrjährigen Finanzrahmen der Europäischen Union zwischen 2014 und 2020.
Hauptberuflich ist Selle seit Juni 2021 als Leiterin des Europareferats in der Vertretung des Landes Nordrhein-Westfalen beim Bund tätig. Zuvor war sie beim Bundesverband der Verbraucherzentrale als Referentin für internationale Handelspolitik beschäftigt.

## Europapolitik
Selle war von Juli 2018 bis Oktober 2024 Präsidentin der Europäischen Bewegung Deutschland (EBD) und wurde nach ihrem turnusmäßigen Ausscheiden zur Ehrenpräsidentin gewählt. In dieser Funktion äußerte sie sich regelmäßig zu aktuellen Fragen der Europapolitik im Fernsehen, so bei Maybrit Illner sowie weiteren Diskussionssendungen wie Phoenix Runde oder Hart aber Fair.
Ehrenamtlich engagierte sich Selle zunächst jugendpolitisch und verbandspolitisch in der Europapolitik. Von 2010 an war sie im Bundesvorstand der Jungen Europäischen Föderalisten Deutschland (JEF Deutschland) aktiv. Von 2012 bis 2014 fungierte sie als deren stellvertretende Bundesvorsitzende und bereits von Juni 2013 bis November 2014 als deren Bundessekretärin. Aufmerksamkeit erregte Selle im April 2014, als sie eine Online-Petition initiierte, um das europaweite Fernsehduell zwischen allen europäischen Spitzenkandidaten für das Amt des europäischen Kommissionspräsidenten im Hauptprogramm von ARD und ZDF zu zeigen. Für ihr Engagement bei den JEF Deutschland wurde Selle von der EBD zur Frau Europas 2014 gekürt. Im selben Jahr wurde sie ehrenamtlich im Vorstand der EBD tätig und war von Mai 2017 bis März 2019 Präsidiumsmitglied der Europa-Union Deutschland.
Selle ist Mitglied der SPD. Laut Table Media ist sie eine der 100 entscheidenden Köpfe der deutschsprachigen EU-Szene.